# Рентгенова кристалография
Рентгеновата кристалография (също рентгеноструктурен анализ) е техника за определяне на атомната и молекулната структура на кристал, при която кристалната структура води до дифракция на попадащите рентгенови лъчи в различни посоки. Чрез измерване на ъглите и интензитетите на тези отклонени лъчи кристалографистите могат да получат триизмерна картина на гъстотата на електроните в кристала. От тази електронна плътност могат да се определят средните позиции на атомите в кристала, както и техните химични връзки и различна друга информация.
Тъй като много материали могат да образуват кристали (соли, метали, минерали, полупроводници, както и различни неорганични, органични и биологични молекули), рентгеновата кристалография има фундаментално значение в развитието на множество научни области. Първоначално методът е използван за определяне на размера на атомите, дължината и вида на химичните връзки и разликите между различни материали на атомно ниво (най-вече минерали и сплави). С помощта на този метод са открити структурата и функцията на много биологични молекули, сред които витамини, лекарства, протеини и нуклеинови киселини като ДНК. Рентгеновата кристалография е все още основният начин за характеризиране на атомната структура на вещества и за разграничаване на вещества, които изглеждат сходни при други опити. Рентгеновата кристална структура може също да подскаже за необичайни електронни или еластични свойства на материала, да разкрие подробности около химичните взаимодействия и процеси или да послужи като основа за проектиране на лекарствени средства.
При измерване на кристал чрез рентгенова кристалография, той се поставя в гониометър. Гониометърът служи за позициониране на кристала в определена ориентация. Кристалът се осветява с фино фокусиран монохромен лъч от рентгенови вълни, при което се получава дифракционен модел на равномерно разпределени петна – отражения. Двуизмерните изображения, получени при различна ориентация се използват за съставянето на триизмерен модел на плътността на електроните в кристала чрез трансформация на Фурие, комбинирана с химичните данни, които са известни за образеца. При малки кристали или такива с неравномерен вътрешен състав е възможна ниска изходна резолюция или дори грешки.
Рентгеновата кристалография е свързана с още няколко метода за определяне на атомни структури. Подобни дифракционни модели могат да се получат чрез разсейване на електрони или неутрони, което по подобен начин се интерпретира чрез трансформация на Фурие. Ако не могат да се набавят кристали с достатъчен размер, различни други рентгенови методи могат да се приложат, за да се получи не толкова подробна информация. Ако изследваното вещество е налично само под формата на прах от нанокристали или има слабо изразена кристалност, методите на електронната кристалография могат да се приложат за определяне на атомната структура.
За всички гореспоменати методи на рентгенова дифракция разсейването е еластично. Разсеяните рентгенови лъчи имат същата дължина на вълната като попадащите рентгенови лъчи. Методите на нееластично рентгеново разсейване са полезни повече при изучаването на възбуждането на образеца (плазмони, магнони, фонони), отколкото на разпределението на атомите му.
Рентгеновата кристалография е най-разпространеният метод за определяне на структурата на вещества, поради неговата простота, универсалност и относително ниска цена.